# Секс-машина
У этого термина есть и другие значения: см. Секс-машина (значения).
Секс-машина — механическое устройство, используемое для имитации полового акта или, реже, другой сексуальной активности.

## Описание, история, использование
Секс-машины бывают «проникающими» или «извлекающими». Термин fucking machine обычно используется при описании машины для проникновения, которая работает путём передачи вращательной или возвратно-поступательной силы от двигателя к направленному движению вала, на который насажен фаллоимитатор. Держимое в руках устройство для возвратно-поступательного «пиления» называют fucksaw; держимое в руках устройство, работающее наподобие дрели — drilldo; устройство, наподобие электролобзика — jillsaw. «Извлекающая» машина работает как доильный аппарат, она прикрепляется к пенису, груди или, в экстремальных случаях, к какой-либо другой части тела.
Первая известная ныне секс-машина была представлена публике в 1900 году — она представляла собой автономное устройство, которое распыляло молоко во влагалище для имитации эякуляции.
Вибратор был изобретен для лечения истерии у женщин Викторианской эпохи с помощью медицинского оргазма, вызываемого массажем клитора. Эти ранние механические устройства были намного крупнее и мощнее современных вибраторов (можно сказать, они представляли собой полноценные «машины»); впервые они были использованы врачами и стали весьма популярны в женских банных заведениях Европы и США к началу XX века. Более компактные версии с электрическим приводом позже (ненадолго) появились в каталогах супермаркетов в качестве вспомогательных средств для женского здоровья.
Современные механические (автоматические) устройства для эротической стимуляции отличаются от вибраторов тем, что они не только пульсируют, но и проникают внутрь. Эти устройства иногда используются как часть «аутоэротической игры» или «партнёрского бондажа». Теледильдоника сочетает в себе использование секс-машин и веб-интерфейса, которыми партнёр пользуется удалённо. Современные секс-машины включают в себя вакуумные насосы, приспособления, которые воздействуют калиброванным электрическим током на соски и гениталии, а также надувных кукол мужского и женского пола в натуральную величину с проникающими и вибрирующими отверстиями.
Некоторые люди изготавливают секс-машины в домашних условиях — иногда это приводит к травмам.

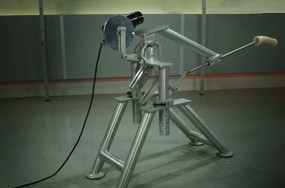
«Кролик»
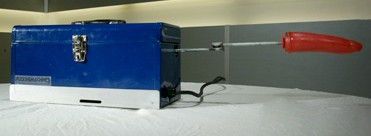
«Ящик с инструментами»
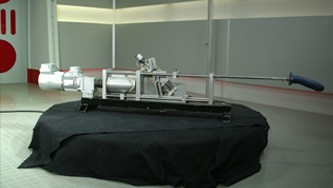
«Уничтожитель»
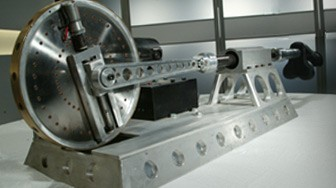
«Незваный гость»
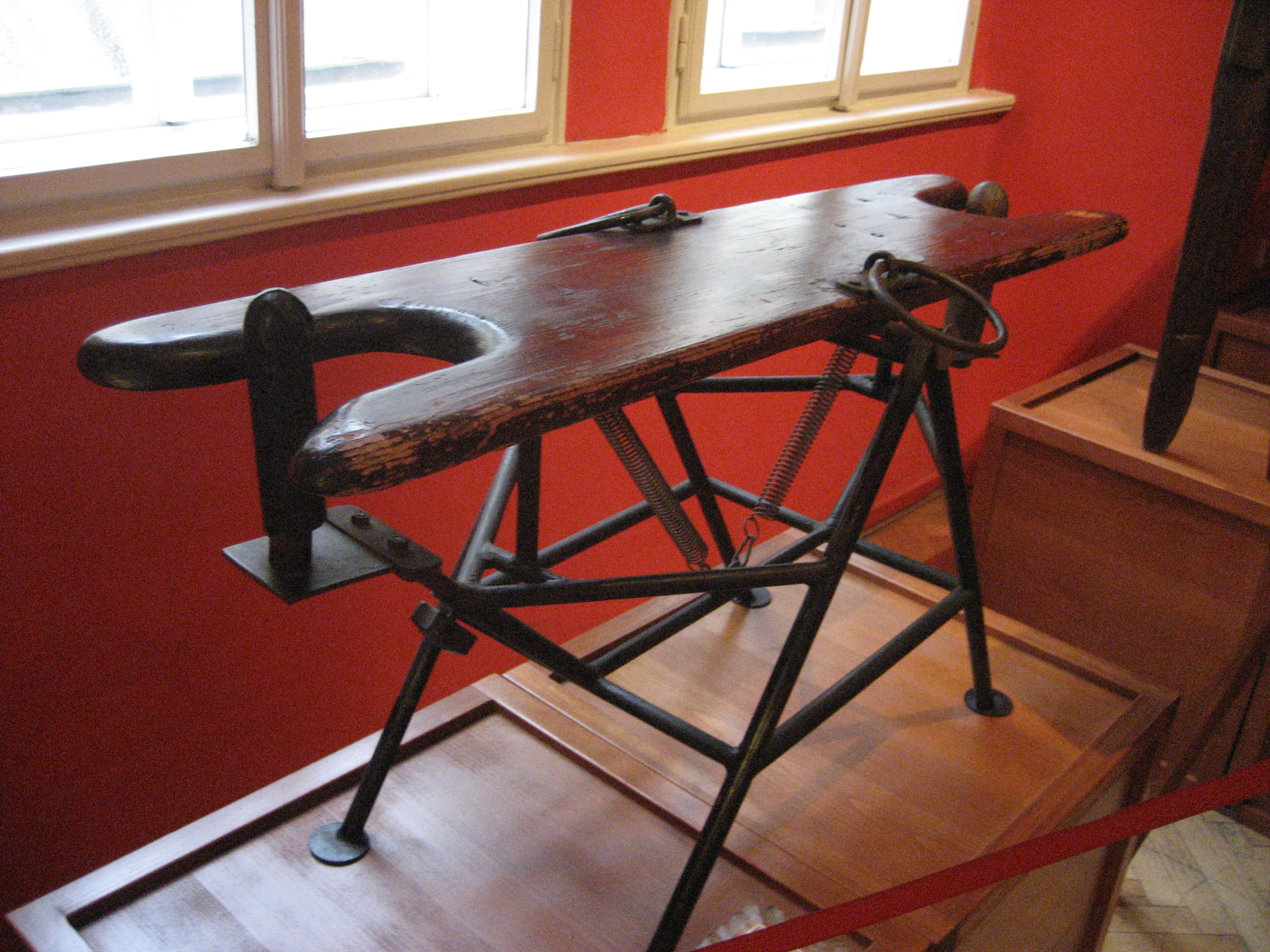
«Качели» — экспонат Музея секс-машин (Прага)

## Примечательные экземпляры
- В 2007 году компанией Kink.com была представлена машина Fuckzilla — она сочетает в себе проникающее дилдо и устройство для куннилингуса[8].
- В 2019 году на форуме NRW-Forum Düsseldorf[нем.] была представлена машина Nekropneum Fuckenbrust Neckhammer 40k производства компании Monochrom[англ.][9][10].

## В популярной культуре
- В эпизоде Chitty Chitty Bang Bang (2006) телесериала «Юристы Бостона» Ширли Шмитт представляет клиентку, чья коллекция викторианской эротики включает в себя «машину истерии» (паровой фаллоимитатор с поршневым приводом), которую врачи той эпохи использовали для удовлетворения сексуальных потребностей женщин[11].
- В фильме 2008 года «После прочтения сжечь» агент казначейства США Гарри Пфаррер конструирует «кресло-фаллоимитатор» с педальным приводом. В качестве источника информации и инструкции по его применению герой указывает веб-сайт Fucking Machines[англ.][12].
- В 2011 году известный психолог Дж. Майкл Бейли[англ.] предоставил форум для живой демонстрации устройства секс-машины своей учебной группе в Северо-Западном университете. Это событие было широко освещено в международной прессе, были подняты вопросы о соответствующей курсовой работе в колледже и об академической свободе в отношении срока пребывания в должности[13][14].